# Jagüey Grande
Jagüey Grande é um município de Cuba pertencente à província de Matanzas. 